# Флаг Балкарии
Флаг Балкарии — официальный национальный символ балкарского народа. Утверждён на 1-м съезде балкарского народа 19 июня 1993 года.

## Описание
Это светло-синее полотнище с двумя белыми горизонтальными полосками и стилизованным силуэтом горы Эльбрус. Светло-синий цвет символизирует тюркскую семью народов, белый цвет — чистоту, небесный и земной путь народа. Двуглавый Эльбрус символизирует единство карачаево-балкарской нации.